# Liste der Staatsschmetterlinge der Bundesstaaten der Vereinigten Staaten
Dies ist eine Liste der offiziellen und inoffiziellen Staatsschmetterlinge der Bundesstaaten der Vereinigten Staaten. Diese Schmetterlinge gelten als bundesstaatliche Wahrzeichen in den jeweiligen Bundesstaaten, manche als Staatsschmetterlinge, andere allgemein als Staatsinsekten:
| Bundesstaat    | Staatsschmetterling                                | Wissenschaftlicher Name    | Jahr          | Abbildung |
| -------------- | -------------------------------------------------- | -------------------------- | ------------- | --------- |
| Alabama        | Östlicher Tigerschwalbenschwanz                    | Papilio glaucus            | 1989          |           |
| Arizona        | Vielgeschwänzter Schwalbenschwanz                  | Papilio multicaudatus      | 2001          |           |
| Arkansas       | Diana fritillary Butterfly                         | Diana fritillary           | 2007          |           |
| Colorado       | Colorado Hairstreak Butterfly (als Staatsinsekt)   | Hypaurotis crysalus        | 1996          |           |
| Delaware       | Östlicher Tigerschwalbenschwanz                    | Papilio glaucus            | 10. Juni 1999 |           |
| Florida        | Zebra Longwing                                     | Heliconius charitonius     | 1996          |           |
| Idaho          | Monarchfalter (als Staatsinsekt)                   | Danaus plexippus           | 1992          |           |
| Illinois       | Monarchfalter (als Staatsinsekt)                   | Danaus plexippus           | 1975          |           |
| Kalifornien    | California Dogface (als Staatsinsekt)              | Zerene eurydice            | 1972          |           |
| Kentucky       | Viceroy Butterfly                                  | Limenitis archippus        | 1990          |           |
| Maryland       | Baltimore Checkerspot Butterfly (als Staatsinsekt) | Euphydryas phaeton         | 1973          |           |
| Minnesota      | Monarchfalter                                      | Danaus plexippus           | 2000          |           |
| Mississippi    | Spicebush Swallowtail                              | Papilio troilus            | 1991          |           |
| Montana        | Trauermantel                                       | Nymphalis antiopa          | 2001          |           |
| New Jersey     | Schwarzer Schwalbenschwanz                         | Papilio polyxenes          | 2016          |           |
| New Hampshire  | Karner Blue                                        | Lycaeides melissa samuelis | 1992          |           |
| North Carolina | Östlicher Tigerschwalbenschwanz                    | Papilio glaucus            | 2012          |           |
| Oklahoma       | Black Swallowtail                                  | Papilio polyxenes          | 1996          |           |
| Oregon         | Oregon Swallowtail (als Staatsinsekt)              | Papilio oregonius          | 1979          |           |
| South Carolina | Östlicher Tigerschwalbenschwanz                    | Papilio glaucus            | 1994          |           |
| Tennessee      | Zebra Swallowtail                                  | Eurytides marcellus        | 1994          |           |
| Texas          | Monarchfalter (als Staatsinsekt)                   | Danaus plexippus           | 1995          |           |
| Vermont        | Monarchfalter                                      | Danaus plexippus           | 1987          |           |
| Virginia       | Östlicher Tigerschwalbenschwanz (als Staatsinsekt) | Papilio glaucus            | 1991          |           |
| West Virginia  | Monarchfalter                                      | Danaus plexippus           | 1995          |           |
| Wyoming        | Sheridan’s Green Hairstreak                        | Callophrys sheridanii      | 2009          |           |